# Тихвинка (Липецкая область)
Ти́хвинка — село Тихвинского сельсовета Добринского района Липецкой области.

## География
Стоит на левом берегу реки Плавицы; на противоположном находятся деревня Андреевка и село Боровское. Расположена на автодороге Хворостянка — Березнеговатка.

## История
Основана в 1770-е годы на земле, купленной в межевой канцелярии помещиком Д. П. Барановым. В 1782 году имела 43 двора.
Название — по Тихвинской церкви, построенной здесь в 1834 году .
Прежде Тихвинка была центром Тихвинского сельсовета, однако в конце XX века его функции передали более крупного населенному пункту деревне Большой Плавице, которая примыкает к северной границе Тихвинки.

## Население
| 2010 |
| ---- |
| 87   |

## Объекты культурного наследия
- Ансамбль усадебный XIX в.[3]:
  - дом усадебный  памятник архитектуры (вновь выявленный объект)
  - дом прислуги  памятник архитектуры (вновь выявленный объект)
  - конюшня  памятник архитектуры (вновь выявленный объект)
  - конюшня  памятник архитектуры (вновь выявленный объект)
  - амбар  памятник архитектуры (вновь выявленный объект)
- Завод кирпичный (кон. XIX в.):  памятник архитектуры (вновь выявленный объект)[3]
- Ансамбль архитектурный:  памятник архитектуры (вновь выявленный объект)[3]
  - храм Тихвинский  памятник архитектуры (вновь выявленный объект)
  - дом причта  памятник архитектуры (вновь выявленный объект)
- Курган  исторический памятник (региональный)[3]

## Знаменитые  уроженцы
Вертоградов, Владимир Семёнович (1888—1964) — церковный историк, профессор Московской духовной академии.